# CDKL4
CDKL4 (англ. Cyclin dependent kinase like 4) – білок, який кодується однойменним геном, розташованим у людей на 2-й хромосомі. Довжина поліпептидного ланцюга білка становить 379 амінокислот, а молекулярна маса — 43 384.
| 10         |  | 20         |  | 30         |  | 40         |  | 50         |
| ---------- |  | ---------- |  | ---------- |  | ---------- |  | ---------- |
| MEKYEKLAKT |  | GEGSYGVVFK |  | CRNKTSGQVV |  | AVKKFVESED |  | DPVVKKIALR |
| EIRMLKQLKH |  | PNLVNLIEVF |  | RRKRKMHLVF |  | EYCDHTLLNE |  | LERNPNGVAD |
| GVIKSVLWQT |  | LQALNFCHIH |  | NCIHRDIKPE |  | NILITKQGII |  | KICDFGFAQI |
| LIPGDAYTDY |  | VATRWYRAPE |  | LLVGDTQYGS |  | SVDIWAIGCV |  | FAELLTGQPL |
| WPGKSDVDQL |  | YLIIRTLGKL |  | IPRHQSIFKS |  | NGFFHGISIP |  | EPEDMETLEE |
| KFSDVHPVAL |  | NFMKGCLKMN |  | PDDRLTCSQL |  | LESSYFDSFQ |  | EAQIKRKARN |
| EGRNRRRQQQ |  | APKSAFPRLF |  | LKTKICQVQR |  | NETQTSGNQI |  | LPNGPILQNS |
| MVTVMTNINS |  | AVYQVTVLHL |  | LSENFEVKS  |  |            |  |            |

A: Аланін

C: Цистеїн

D: Аспарагінова кислота

E: Глутамінова кислота

F: Фенілаланін

G: Гліцин

H: Гістидин

I: Ізолейцин

K: Лізин

L: Лейцин

M: Метіонін

N: Аспарагін

P: Пролін

Q: Глутамін

R: Аргінін

S: Серин

T: Треонін

V: Валін

W: Триптофан

Кодований геном білок за функціями належить до трансфераз, кіназ, серин/треонінових протеїнкіназ. 
Задіяний у такому біологічному процесі, як альтернативний сплайсинг. 
Білок має сайт для зв'язування з АТФ, нуклеотидами. 
Локалізований у цитоплазмі.